# 40-40俱樂部
40-40俱樂部（英語：40–40 club），是指大聯盟選手在單一球季例行賽完成40支全壘打與40次盜壘的紀錄，通常達成此紀錄者皆被稱為跑打俱佳的選手，在大聯盟百年的歷史中，只有6位選手能完成此項紀錄，國家聯盟與美國聯盟分別占有4位和2位。
小羅納德·阿庫尼亞成為大聯盟史上第一位單季達成40轟與70盜的選手。
大谷翔平2024年8月23日成為大聯盟目前最快達成40轟40盜（126場）的亞洲選手；同時也是50轟50盜（150場）的選手。
| 球員姓名          | 球隊         | 年度   | 全壘打 | 盜壘 |
| ----------------- | ------------ | ------ | ------ | ---- |
| 荷西·坎塞柯       | 奧克蘭運動家 | 1988年 | 42     | 40   |
| 貝瑞·邦茲         | 舊金山巨人   | 1996年 | 42     | 40   |
| 艾力士·羅德里奎茲 | 西雅圖水手   | 1998年 | 42     | 46   |
| 阿方索·索利安諾   | 華盛頓國民   | 2006年 | 46     | 41   |
| 小羅納德·阿庫尼亞 | 亞特蘭大勇士 | 2023年 | 41     | 73   |
| 大谷翔平          | 洛杉磯道奇   | 2024年 | 54     | 59   |